# Uttarkashi
Uttarkashi (hindi उत्तरकाशी) – miasto w północnych Indiach w stanie Uttarakhand, na pogórzu Himalajów Wysokich.
Populacja miasta w 2012 roku wyniosła 18 869 mieszkańców.
- World Gazetteer